# Lycium sandwicense
Lycium sandwicense är en potatisväxtart som beskrevs av Asa Gray. Lycium sandwicense ingår i släktet bocktörnen, och familjen potatisväxter. Inga underarter finns listade i Catalogue of Life.

## Bildgalleri

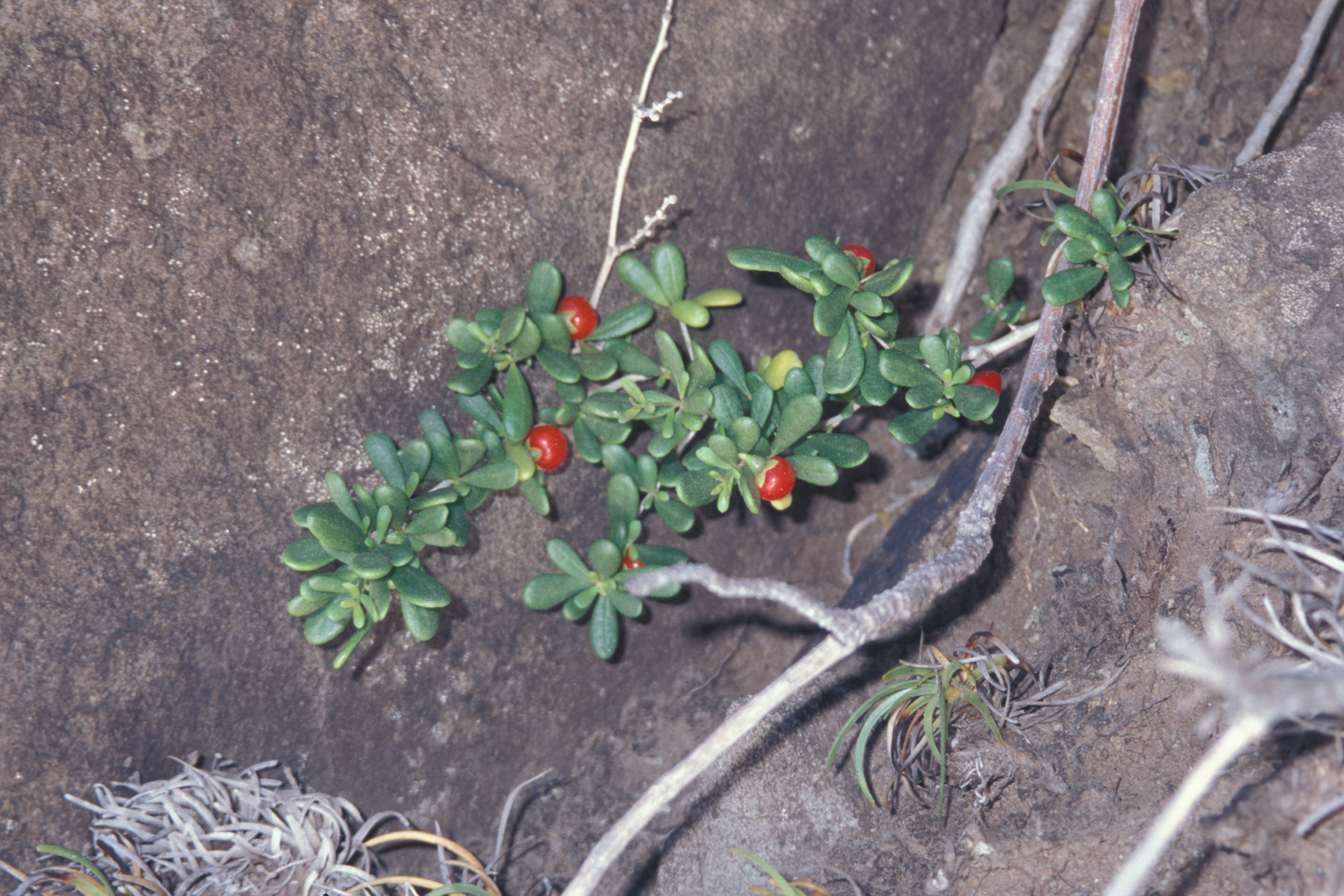
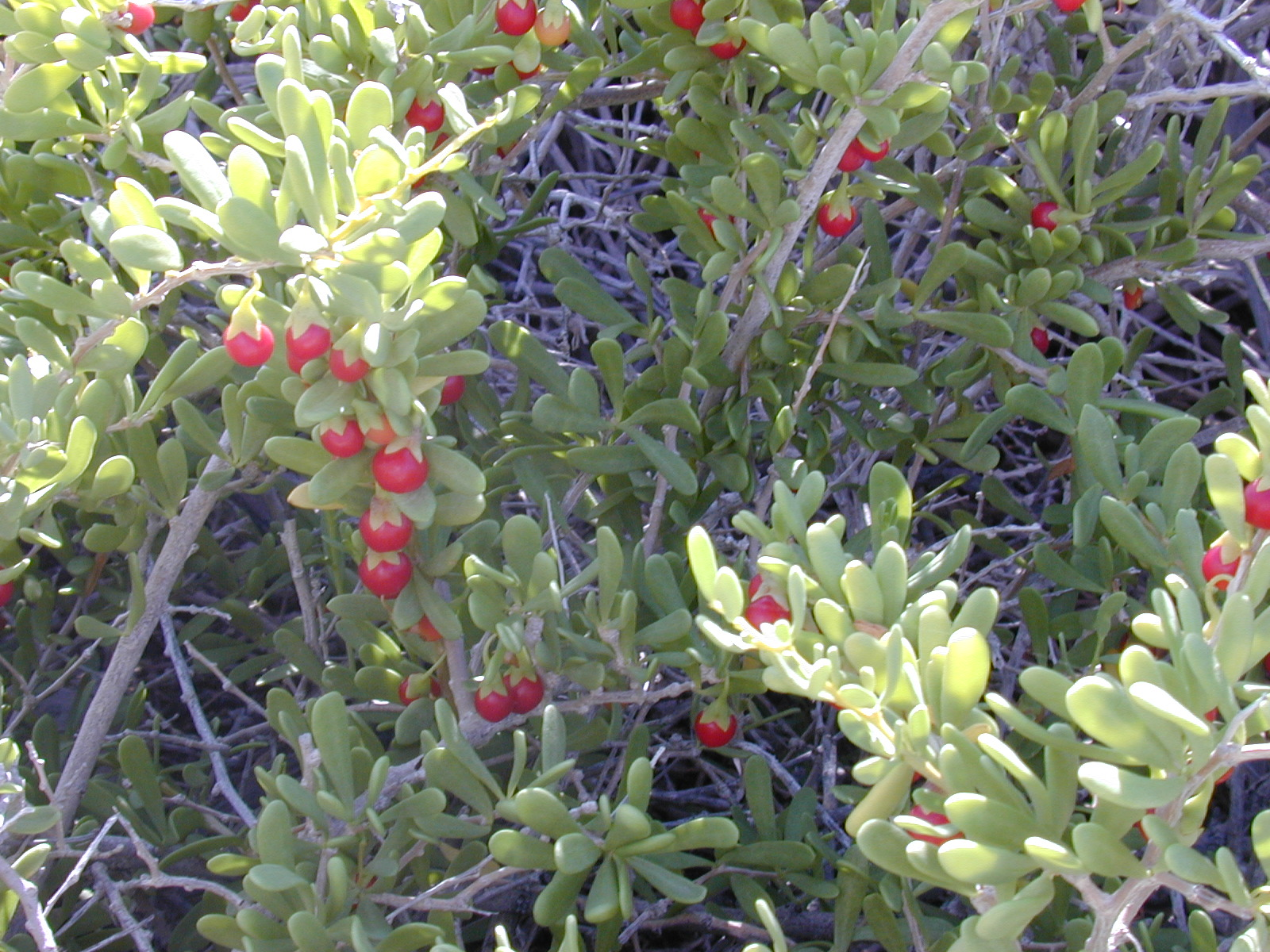
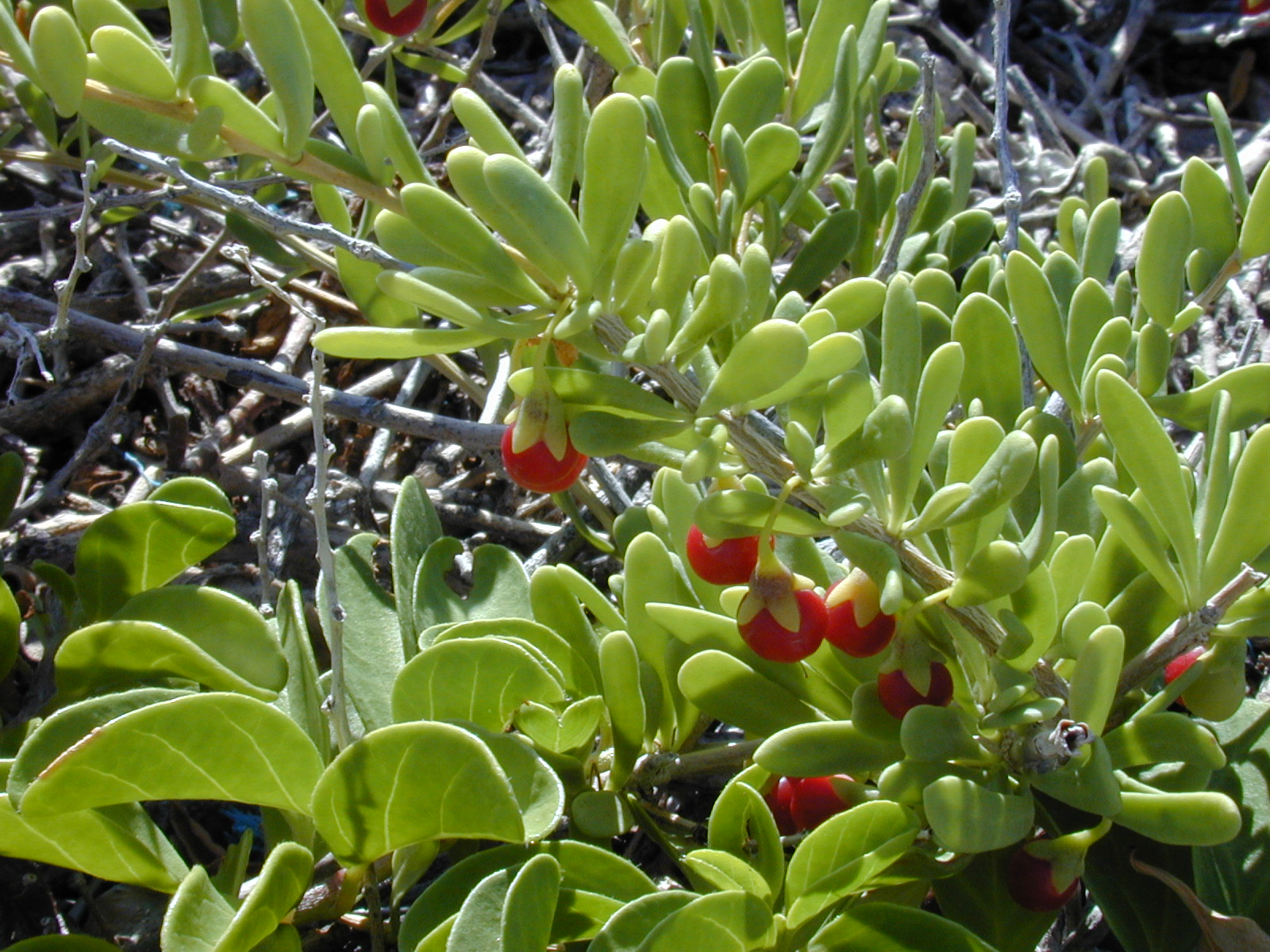
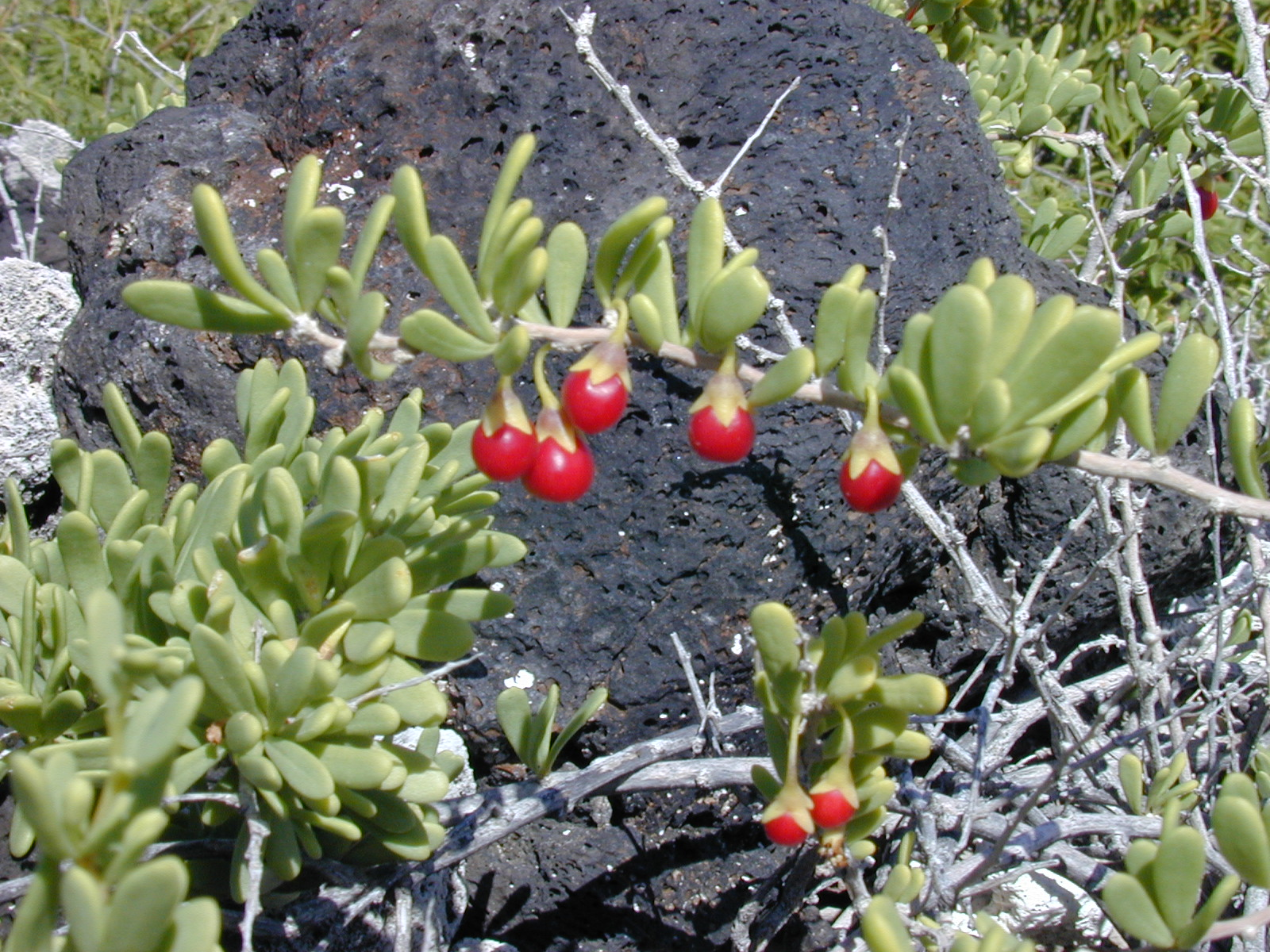
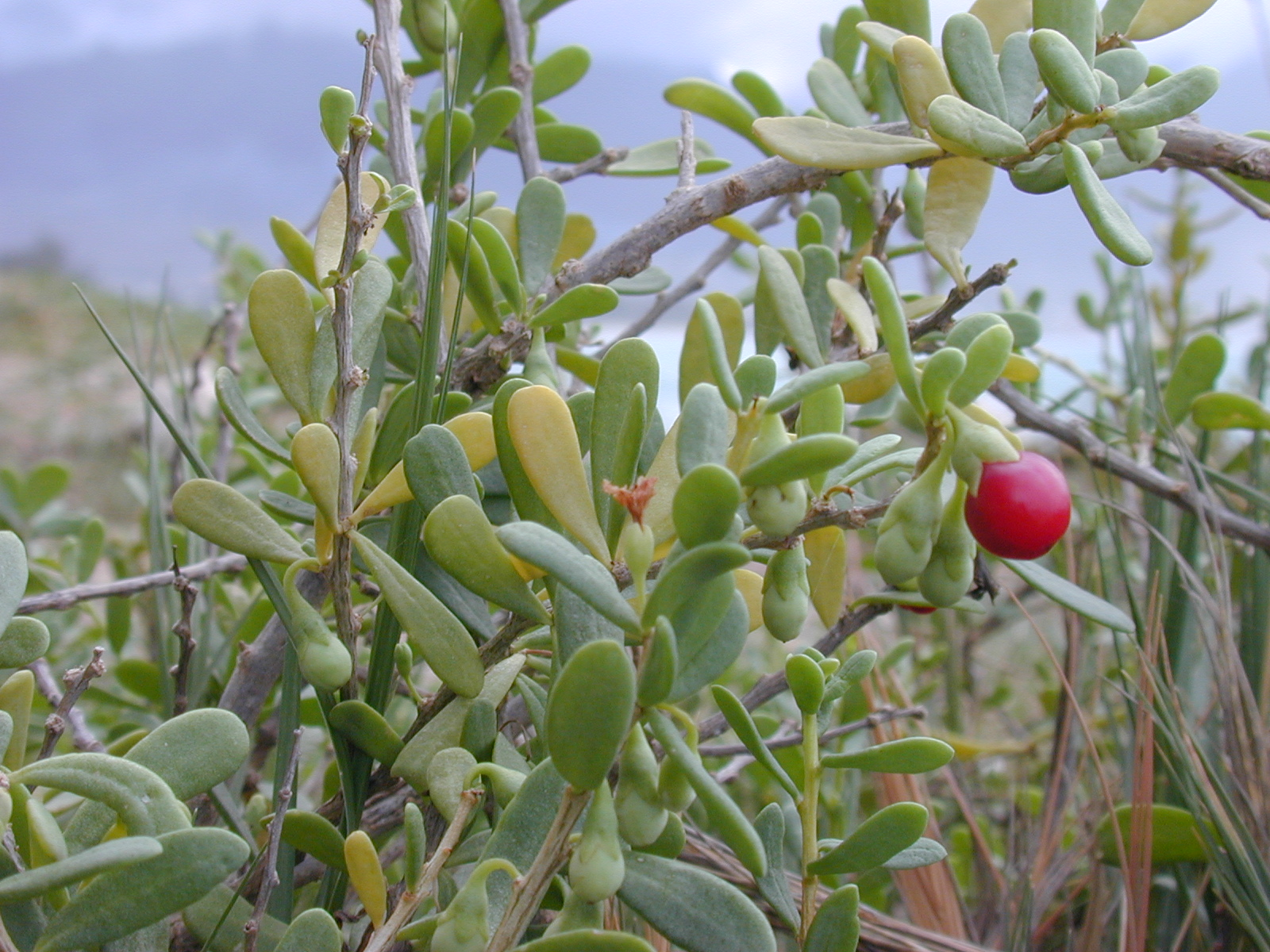
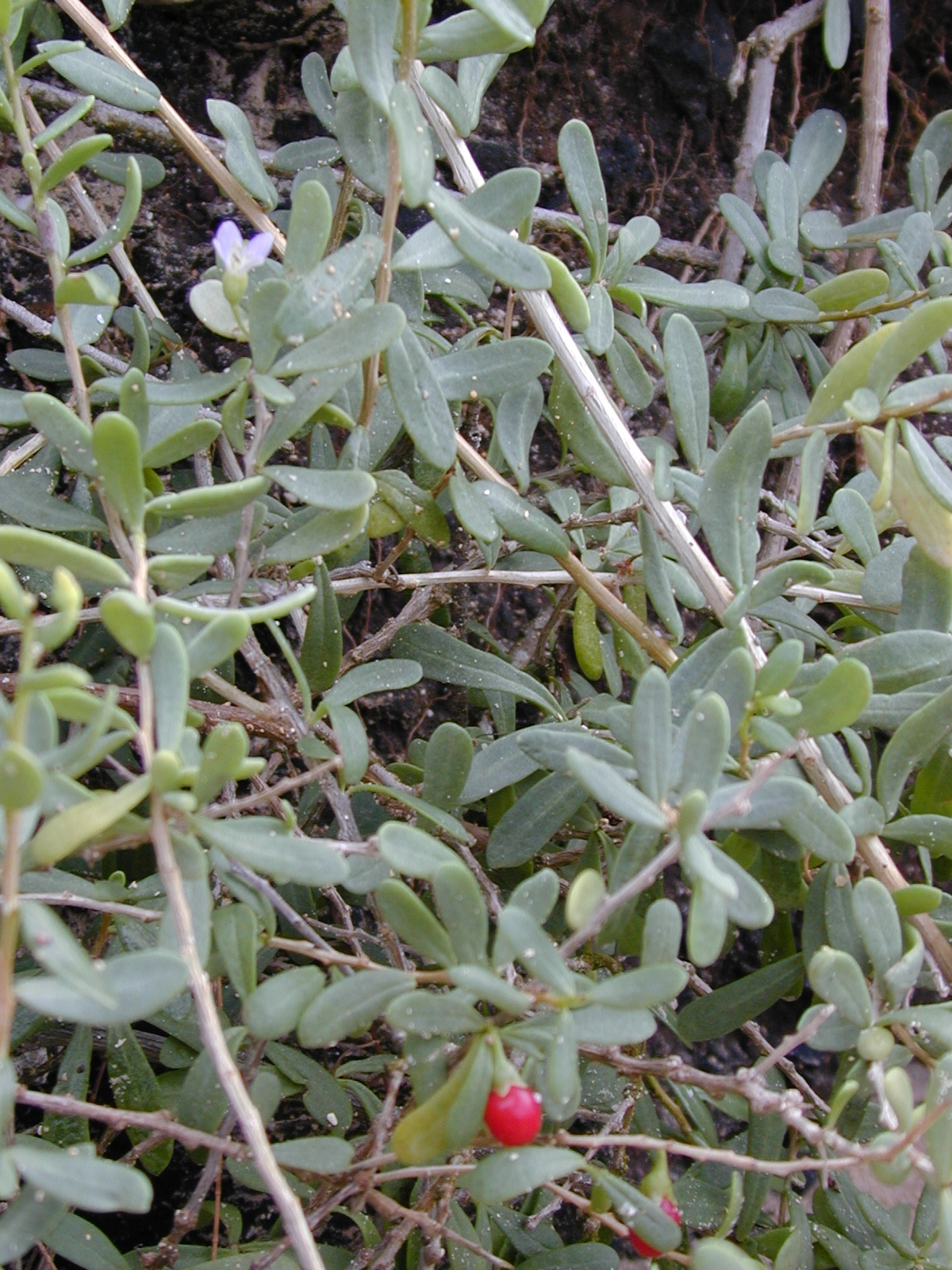